# Missioni militari e civili dell'Unione Europea

Bandiera dell'Unione europea

L'EUFOR (acronimo di European Union Force) è il termine con cui vengono designate le forze militari e civili multinazionali impegnate nelle missioni di pace dell'Unione europea, nell'ambito della Politica di sicurezza e di difesa comune. Le missioni in questione lavorano in accordo e coordinamento con le delegazioni dell'UE.
L'EUFOR è composta da tutti i 27 Paesi aderenti all'Unione europea ed è affiancata dall'EUNAVFOR (forza navale) e dall'EUTM (forza di addestramento).

## Lista delle missioni
| Inizio        | Fine         | Nome | Abbreviazione             | Nome alternativo     | Personale impiegato                                         |
| ------------- | ------------ | --- | ------------------------- | -------------------- | ----------------------------------------------------------- |
| 31/3/2003     | 15/12/2003   | Operazione Militare dell'Unione Europea in FYROM (terrestre)                                                            | EUFOR Concordia           | Operazione Concordia | 400                                                         |
| 12/6/2003     | 1/9/2003     | Operazione Militare dell'Unione Europea nella Repubblica Democratica del Congo (terrestre)                              | EUFOR Artemis             | Operazione Artemis   | 1800                                                        |
| 2/12/2004     | —            | Operazione Militare dell'Unione Europea in Bosnia ed Erzegovina (terrestre)                                             | EUFOR BiH                 | Operazione Althea    | 600                                                         |
| 12/6/2006     | 30/11/2006   | Operazione Militare dell'Unione Europea nella Repubblica Democratica del Congo (2006) (terrestre)                       | EUFOR RD Congo            | N/A                  | 2300                                                        |
| 17/3/2008     | 15/3/2009    | Operazione Militare dell'Unione Europea nel Chad e nella Repubblica Centrafricana (terrestre)                           | EUFOR Tchad/RCA           | N/A                  | 3700                                                        |
| 5/11/2008     | —            | Forza Navale Europea in Somalia (navale)                                                                                | EU NAVFOR Somalia         | Operazione Atalanta  | 1200                                                        |
| 10/11/2010    | —            | Missione di addestramento dell'Unione Europea in Somalia (addestramento)                                                | EUTM Somalia              | N/A                  | 100                                                         |
| 18/2/2013     | —            | Missione di addestramento dell'Unione Europea in Mali (addestramento)                                                   | EUTM Mali                 | N/A                  | 500                                                         |
| 10/2/2014     | 23/3/2015    | Operazione Militare dell'Unione Europea nella Repubblica Centrafricana                                                  | EUFOR RCA                 | N/A                  | 600                                                         |
| 22/6/2015     | 31/3/2020    | Forza Navale Europea nel Mediterraneo (navale)                                                                          | EUNAVFOR Med              | Operazione Sophia    | Contributo italiano: 520 militari                           |
| 16/7/2016     | —            | Missione di addestramento dell'Unione Europea nella Repubblica Centrafricana (addestramento)                            | EUTM RCA                  | N/A                  | ?                                                           |
| Aprile 2014   | —            | European Union Capacity Building Mission in Mali (addestramento truppe locali)                                          | EUCAP Sahel Mali          | N/A                  | ?                                                           |
| Luglio 2012   | —            | European Union Capacity Building Mission in Niger (addestramento truppe locali)                                         | EUCAP Sahel Niger         | N/A                  | 120                                                         |
| 16/7/2012     | —            | European Union Capacity Building Mission in Somalia (addestramento truppe locali)                                       | EUCAP Somalia             | EUCAP Nestor         | ?                                                           |
| Marzo 2015    | Luglio 2016  | European Union Military Advisory Mission in the Central African Republic                                                | EUMAM RCA                 | N/A                  | ?                                                           |
| Febbraio 2013 | Gennaio 2014 | Missione di sicurezza aerea dell'Unione Europea nel Sudan del Sud (rafforzamento della sicurezza all'aeroporto di Juba) | EUAVSEC South Sudan       | N/A                  | ?                                                           |
| 9/12/2008     | —            | EULEX | EULEX Kosovo              | N/A                  | Forza autorizzata: 3200 (1950 internazionali e 1250 locali) |
| 1/7/2005      | 31/12/2013   | European Union Integrated Rule of Law Mission in Iraq (addestramento polizia, protezione)                               | EUJUST LEX Iraq           | N/A                  | 50-60                                                       |
| 12/2/2008     | 30/9/2010    | European Union Mission in Support of Security Sector Reform in Guinea-Bissau                                            | EUSSR Guinea-Bissau       | N/A                  | ?                                                           |
| 16/7/2004     | 14/7/2005    | European Union Rule of Law Mission in Georgia                                                                           | EUJUST Georgia            | EUJUST Themis        | 27                                                          |
| 8/6/2005      | 2016         | European Union Security Sector Reform Mission in the Democratic Republic of the Congo                                   | EUSEC RD Congo            | N/A                  | ?                                                           |
| 15/7/2005     | 15/12/2006   | European Union Monitoring Mission in Aceh                                                                               | AMM                       | N/A                  | ?                                                           |
| 1/10/2008     | —            | European Union Monitoring Mission in Georgia                                                                            | EUMM Georgia              | N/A                  | 200                                                         |
| Dicembre 2014 | —            | European Union Advisory Mission in Ukraine                                                                              | EUAM Ukraine              | N/A                  | 300+                                                        |
| 22/11/2017    | —            | European Union Advisory Mission in Iraq                                                                                 | EUAM Iraq                 | N/A                  | ?                                                           |
| 12/4/2005     | 30/6/2007    | European Union Police Mission in Kinshasa                                                                               | EUPOL Kinshasa            | N/A                  | ?                                                           |
| 1/7/2007      | 30/9/2014    | European Union Police Mission in the Democratic Republic of the Congo                                                   | EUPOL RD Congo            | N/A                  | ?                                                           |
| 15/12/2003    | 14/12/2005   | European Union Police Mission in the former Yugoslav Republic of Macedonia                                              | EUPOL FYROM               | EUPOL Proxima        | 200                                                         |
| 1/1/2003      | 30/6/2012    | European Union Police Mission in Bosnia and Herzegovina                                                                 | EUPM BiH                  | N/A                  | 774                                                         |
| 15/6/2007     | 31/12/2016   | European Union Police Mission in Afghanistan                                                                            | EUPOL Afghanistan         | N/A                  | ?                                                           |
| 1/1/2006      | —            | European Union Police Mission for the Palestinian Territories                                                           | EUPOL COPPS               | N/A                  | ?                                                           |
| 1/12/2005     | —            | European Union Border Assistance Mission to Moldova and Ukraine                                                         | EUBAM Moldova and Ukraine | N/A                  | ?                                                           |
| Maggio 2013   | —            | European Union Integrated Border Assistance Mission in Libya                                                            | EUBAM Libya               | N/A                  | ?                                                           |
| 25/11/2005    | —            | European Union Border Assistance Mission to Rafah                                                                       | EUBAM Rafah               | N/A                  | ?                                                           |
| 15/12/2005    | 14/6/2006    | European Union Police Advisory Team in the former Yugoslav Republic of Macedonia                                        | EUPAT                     | N/A                  | ?                                                           |
| 18/7/2005     | 31/12/2007   | European Union Support to African Union Mission in Sudan                                                                | AMIS EU Supporting Action | N/A                  | ?                                                           |
| Dicembre 2002 | —            | Police Assistance Mission of the European Community to Albania                                                          | PAMECA                    | N/A                  | ?                                                           |